# Erik Balling

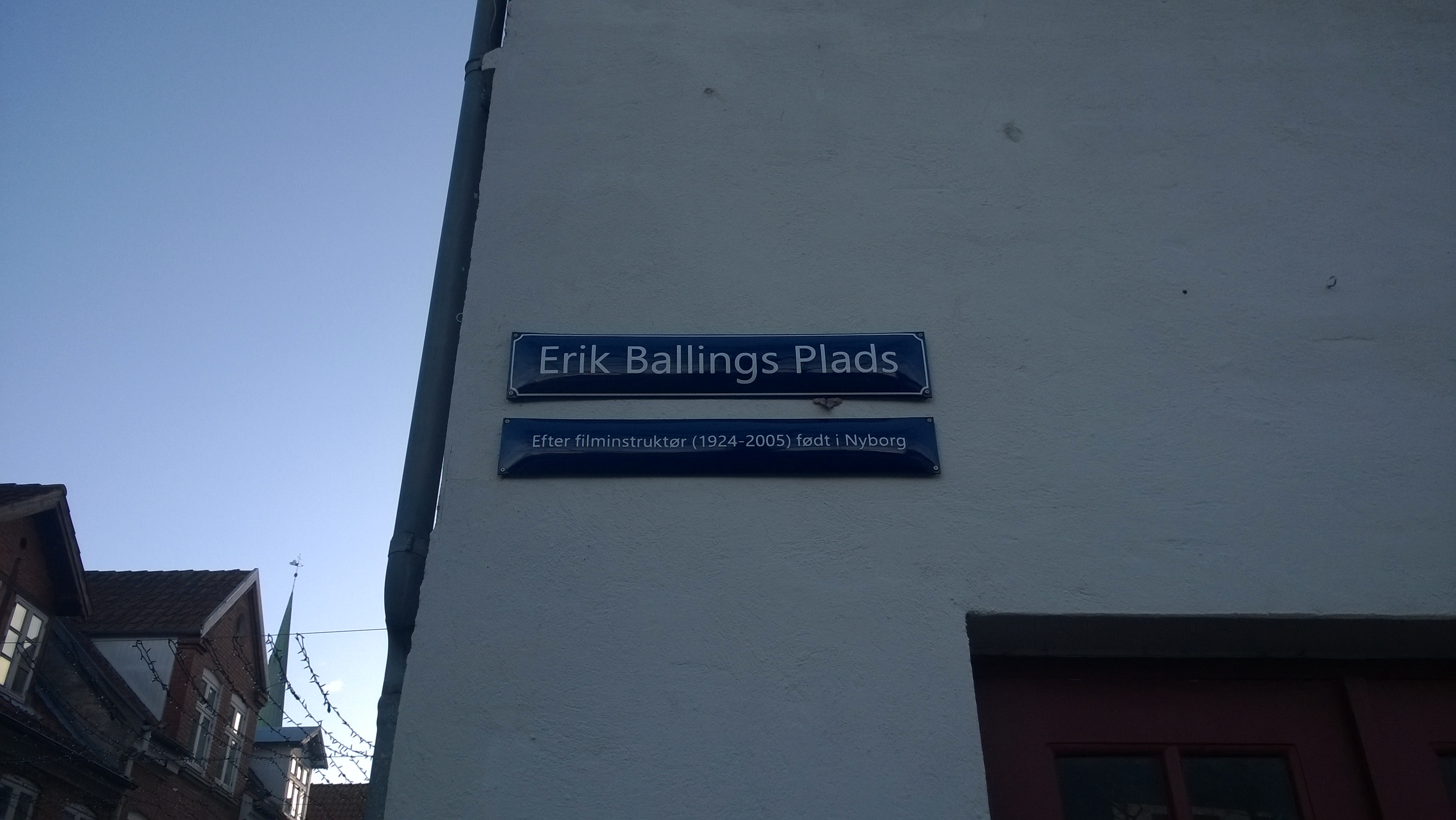
Erik Ballings Plads in Nyborg

Erik Balling (* 29. November 1924 in Nyborg, Fünen, Dänemark; † 19. November 2005 in Kopenhagen) war ein dänischer Drehbuchautor und Regisseur.

## Leben
Balling begann zunächst ein Studium der Tiermedizin, bevor er sich im Alter von 22 Jahren dem Film widmete. Bei der Nordisk Film A/S erhielt er, beginnend 1946 mit Ditte – ein Menschenkind, eine Anstellung als Regieassistent. 1957 wurde er deren jüngster Direktor. Diese Position hatte er bis 1986 inne.
Balling wurde insbesondere durch seine Filme über die Olsenbande bekannt. Er führte bei 13 von 14 Filmen die Regie und schrieb gemeinsam mit Henning Bahs die zugehörigen Drehbücher. Beim letzten 1998 entstandenen Film war er aus Altersgründen nur noch als Berater beteiligt, da er zuvor einen Schlaganfall erlitten hatte.
Gemeinsam mit Henning Bahs wurde Erik Balling 1998 mit dem Robert-Ehrenpreis für sein Lebenswerk ausgezeichnet.
Darüber hinaus führte er noch bei mehr als zwanzig weiteren Filmen Regie. Schon seine erste Regiearbeit Adam og Eva erhielt 1953 den bedeutendsten dänischen Filmpreis Bodil als bester Film. Weitere Bodils erhielt er 1966 für den Film Slå først, Frede (deutscher Titel Kaliber 7,65 – Diebesgrüße aus Kopenhagen oder Hau ihn zuerst, Freddy) und 1993 für sein Lebenswerk. 1957 war sein Film Qivitoq für den Oscar in der Kategorie bester fremdsprachiger Film nominiert und nahm außerdem am Wettbewerb der Internationalen Filmfestspiele von Cannes 1957 teil. 1962 nahm sein Film Den kære familie am Wettbewerb auf dem 3. Internationalen Filmfestival Moskau teil.
Daneben war er auch als Fernsehregisseur tätig, so inszenierte er mehrere Staffeln der erfolgreichen Serie Huset på Christianshavn (deutscher Titel Oh, diese Mieter!) und Dänemarks erfolgreichste Fernsehserie Die Leute von Korsbaek.
1998 veröffentlichte Erik Balling seine Autobiografie Som barn var jeg voldsomt hidsig im Aschehoug Verlag, die 2016 im Mosamax Verlag unter dem Titel Gedächtnisbilder: Über ein Leben, die Olsenbande und all die anderen schönen Filme auch auf Deutsch veröffentlicht wurde.
Erik Balling gilt bis heute als einer der erfolgreichsten Autoren und Regisseure des dänischen Filmes.
Nach seinem Tod wurde er auf dem Friedhof in Gentofte, Gentofte Kirkegård, beigesetzt.

## Filmpreise
- Bodil 1953: Adam og Eva (bester Film)
- Oscar 1957: nominiert für Qivitoq
- Bodil 1966: Kaliber 7,65 – Diebesgrüße aus Kopenhagen
- Bodil 1993: für Erik Ballings Lebenswerk

## Ehrungen
Seit 2006 wird von Nordisk Film ein nach Erik Balling benannter Preis, das Erik-Balling-Reisestipendium, vergeben.
Die dänische Post gab ihm zu Ehren am 27. August 2008 eine Sonderbriefmarke zu 5,50 Kr. heraus (Michel-Katalog Dänemark Nr. 1430).
2012 wurde die Straße Erik Ballings Vej in Kopenhagen nach ihm benannt. 2017 folgte die Benennung des Platzes Erik Ballings Plads (mit Olsenbande-Silhouette-Skulptur und anderen Filmmotiven) in seiner Geburtsstadt Nyborg.

## Filme

### Regie
- 1956: Mädel zum Küssen (Kispus)
- 1957: Qivitoq
- 1958: Einesteils der Liebe wegen (Poeten og Lillemor); November 1959 Film des Monats der Evangelischen Filmgilde.
- 1960: Glaube, Hoffnung und Zauberei (Tro, häb og troldom)
- 1963: …immer, wenn sie baden ging (Hvis lille pige er du?)
- 1964: 2 × 2 im Himmelbett (Halløj i himmelsengen)
- 1964: Tod bei Tisch (Døden kommer til middag)
- 1964: Sommer i Tyrol (Dänische Fassung des Singspiels Im weißen Rößl)
- 1965: Kaliber 7,65 – Diebesgrüße aus Kopenhagen (Sla forst, Frede)
- 1966: Slap af, Frede!
- 1967: Martha
- 1968–1981: Olsenbande
- 1970 Rend mig i revolutionen
- 1970–1977: Oh, diese Mieter
- 1971: Ballade på Christianshavn
- 1978–1981: Die Leute von Korsbaek (Matador, Fernsehserie)
- 1984: Privatdetektiv Anthonsen (Anthonsen, Fernsehserie)
- 1984: Kopenhagen – Mitten in der Nacht (Midt om natten)
- 1989: Tivoli-Revyen 1988

### Drehbuch
- 1958: Rivalen in 6 Nächten
- 1971: Ballade på Christianshavn
- 1986: Mord im Dunkeln (Mord i morket)